# Prince impérial (France)
En France, le titre de prince impérial est le titre princier porté par le fils aîné de l'empereur des Français selon le second alinéa de l'article 9 du sénatus-consulte organique du 28 floréal an XII (18 mai 1804) qui prévoit :

« Le fils aîné de l'Empereur porte [le titre] de Prince impérial. »

Sous le Premier Empire, ce titre sera éclipsé par celui de roi de Rome décerné au fils aîné de Napoléon Ier. Il sera réutilisé sous le règne de Napoléon III au profit de son fils unique Louis-Napoléon : aujourd’hui, l'utilisation de ce titre sans précision désigne ce dernier.